# 劉源濬 (順治進士)
劉源濬，京師大名府滑縣（今河南省滑縣）人，清朝初年政治人物。

## 生平
明崇禎十五年（1642年）壬午科順天鄉試舉人，清順治三年（1646年），登進士，任太和縣知縣。順治七年（1650年），改山東濟南府濟陽縣知縣。順治十三年，改陝西鞏昌府伏羌縣知縣，后升任刑部陝西清吏司主事、刑部山東司員外郎。順治十五年，任雲南道監察御史。順治十七年，巡按河南、并帶管屯田。歷任廣西道監察御史、饒南九江道參議。